# 寬鱗頭新棘鮋
寬鱗頭新棘鮋（学名：Neomerinthe amplisquamiceps），又名石狗公、石頭魚，为輻鰭魚綱鮋形目鮋亞目鮋科新棘鮋屬下的一个种，為熱帶海水魚，分布印度西太平洋馬來西亞、菲律賓、印尼、澳洲西北部、阿拉弗拉海等海域，棲息在大陸棚，生活習性不明。不具经济价值。